# Валбуза (Верона)
Валбуза је насеље у Италији у округу Верона, региону Венето.
Према процени из 2011. у насељу је живело 17 становника. Насеље се налази на надморској висини од 963 м.